# 浅野暢晴

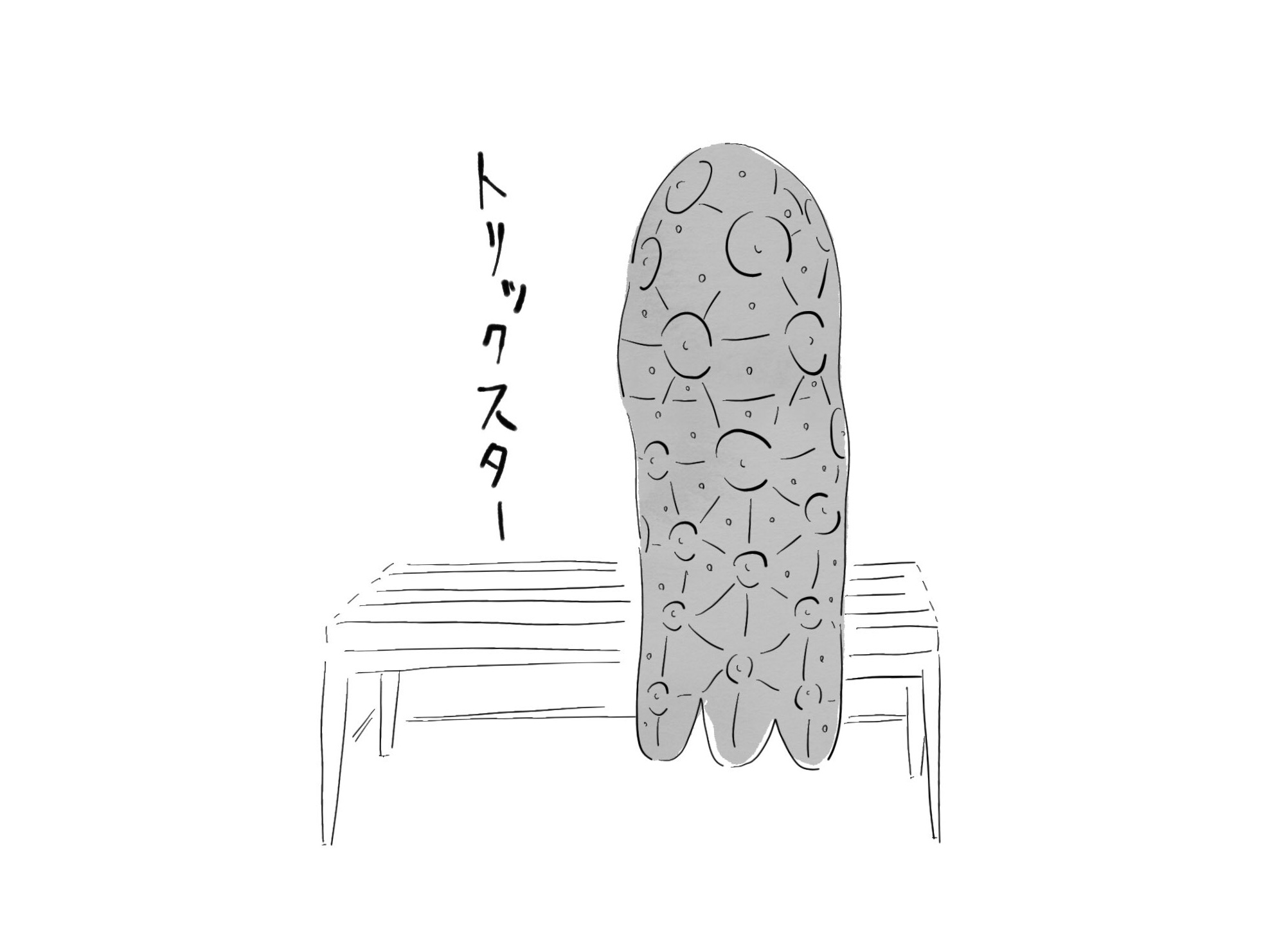
彫刻作品「トリックスター」の作者本人によるイラスト

浅野 暢晴（あさの のぶはる、1979年 - ）は、陶を素材に制作する日本の彫刻家。

## 来歴
茨城大学教育学部学校教育教員養成課程美術コース卒業。筑波大学大学院芸術研究科美術専攻彫塑分野修士課程修了。
創作活動の傍ら、彫刻作品を鑑賞者宅にホームステイさせる「旅するトリックスタープロジェクト」「青空教室プロジェクト」を企画し、SNSを通じた新しい作品発表の形を模索。
常陸國總社宮で行われる展覧会「の祭り」の企画・運営を行う。

## 展覧会

### 個展
- 2000年 - 「第8回日本現代陶彫展」セラテクノ土岐（岐阜）
- 2001年 - 「Roots」アートフォーラム谷中（東京）
- 2009年 - 「祝祭」メタルアートミュージアム光の谷（千葉）
- 2012年 - 「祝祭の庭」日立シビックセンターアトリウム（茨城）
- 2014年 - 「無何有の祭り」常陸國總社宮（茨城）
- 2016年 - 「百目」hasu no hana（東京）[1][2]
- 2019年 - 「Traveling trickster 旅するトリックスター」ビエントアーツギャラリー（群馬）[3]
- 2020年 - 「現れるところ　消えるところ」hasu no hana（東京）[4]

### 企画・運営
- 2015年 - 「数多の祭り」常陸國總社宮（茨城）
- 2017年 - 「風土の祭り」常陸國總社宮（茨城）
- 2019年 - 「間の祭り」常陸國總社宮（茨城）
- 2020年 - 「双つの祈り」常陸國總社宮（茨城）

### グループ展
- 2005年 - 「水戸の美術３・彫刻化する空間」水戸市立博物館（茨城）
- 2008年 - 「カフェ・イン・水戸2008」水戸芸術館周辺（茨城）
- 2017年 - 「中之条ビエンナーレ」親都神社（群馬）
- 2018年 - 「こだま芸術祭」100年の森（埼玉）
- 2019年 - 「中之条ビエンナーレ」旧五反田学校（群馬）
- 2019年 - 「こだま芸術祭」愛宕山神社、開善寺、戸谷八商店（埼玉）
- 2021年 - 「体感A4展（都美セレクション グループ展 2021[5]）」東京都美術館（東京）
- 2021年 - 企画展「土イジり」[6] 茨城県陶芸美術館（茨城）
- 2021年 - 「中之条ビエンナーレ」旧第三小学校（群馬）

## 受賞歴
- 2004年、第９回日本現代陶彫展 銀賞[7]
- 2013年、グランシップアートコンペ2013 グランシップ賞[8]